# حبايبنا (مسلسل)
حبايبنا هو مسلسل تلفزيوني عراقي عرض في عام 1997.

## الممثلون
- أفراح عباس
- ماجد ياسين
- سعد مجيد
- سليمة خضير
- محسن العزاوي
- فاطمة الربيعي
- سامي قفطان
- شذى سالم
- مقداد عبد الرضا
- آلاء حسين
- محسن العلي
- خالد علي